# Styrax magnus
Styrax magnus är en storaxväxtart som beskrevs av Cyrus Longworth Lundell. Styrax magnus ingår i släktet Styrax och familjen storaxväxter. Inga underarter finns listade i Catalogue of Life.